# Omaezaki
Omaezaki (御前崎市 Omaezaki-shi) là một thành phố thuộc tỉnh Shizuoka, Nhật Bản.